# Соусный пряник

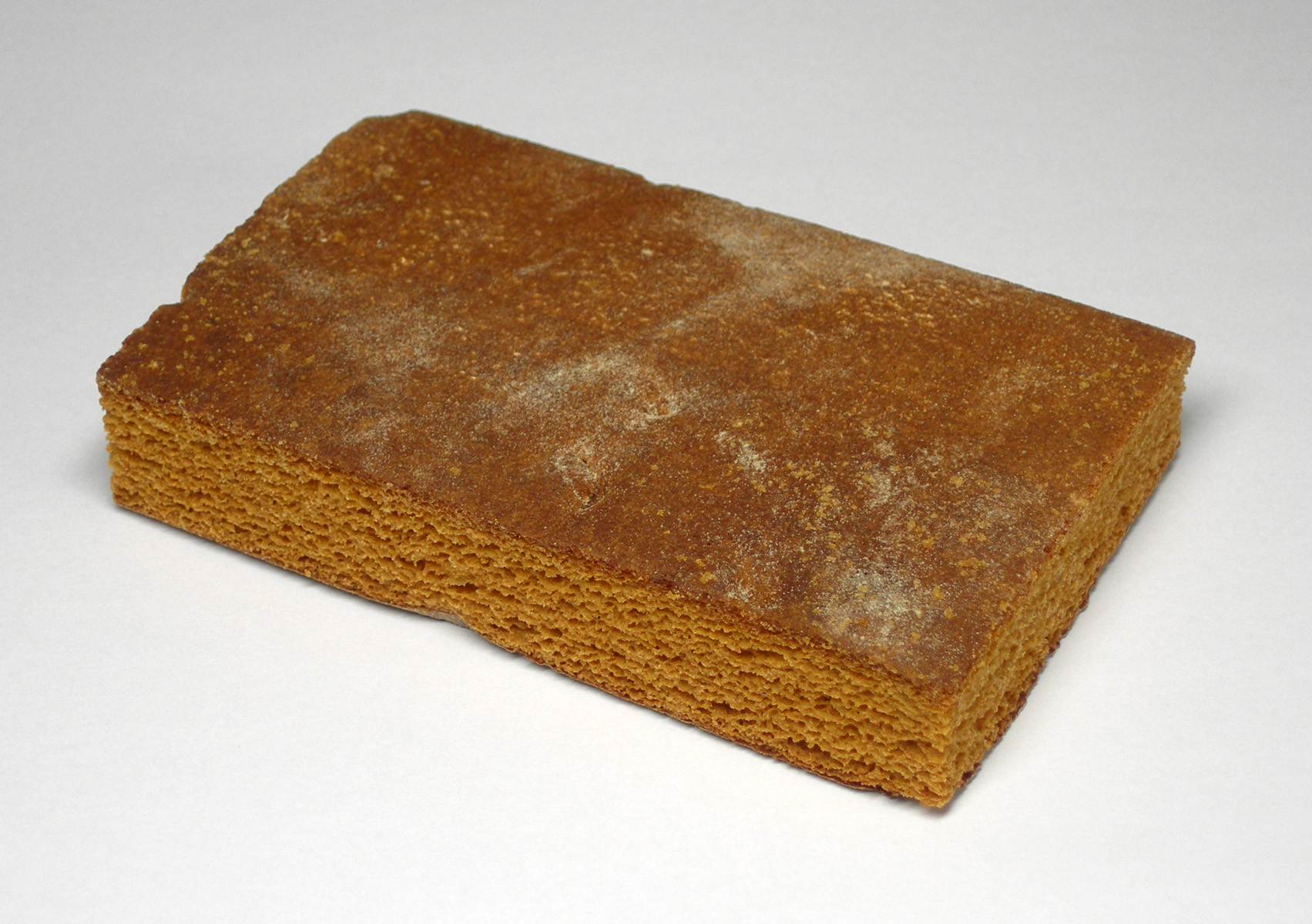
Соусный пряник

Соусный пряник (нем. Soßenkuchen или нем. Soßenlebkuchen) — слегка подслащённый карамельной сахарной патокой простой пряник, необходимый ингредиент для улучшения вкуса и загущения тёмных соусов к мясным блюдам, например, зауэрбратену, а также дичи, карпу, тушёной краснокочанной капусте и другим плотным блюдам. Некоторые соусы с использованием соусного пряника называются пряничными. Соусный пряник также требуется для приготовления некоторых десертов, например, печёных яблок. Соусные пряники чаще используются в южногерманской, австрийской и чешской кухне.
Тесто для соусных пряников приправляют кардамоном, корицей, гвоздикой, душистым перцем, кориандром, мускатным орехом, мацисом и в зависимости от местности также анисом и имбирём. Рождественский вкус соусов к мясным блюдам во франконской кухне отражает ещё средневековые гастрономические пристрастия, когда пряные блюда могли себе позволить только состоятельные люди. Перед использованием соусный пряник режут на мелкие кусочки или измельчают на тёрке и замачивают в воде, бульоне, молоке, сливках или вине. Старейшая мануфактура по производству соусных пряников работает в верхнефранконском Вайсенштадте с 1905 года.